# Metaphidippus comptus
Metaphidippus comptus là một loài nhện trong họ Salticidae.
Loài này thuộc chi Metaphidippus. Metaphidippus comptus được Richard C. Banks miêu tả năm 1909.